# Sergej Krikaljov
Sergej Konstantinovitj Krikaljov (ryska: Серге́й Константи́нович Крикалёв), född 27 augusti 1958 i Leningrad i Sovjetunionen, är en rysk kosmonaut.

## Familj
Krikaljov är gift med Jelena Jurijevna Terjochina, född 1956 och tillsammans har de dottern Olga Sergejevna Krikaljova född 20 februari 1990. Hans föräldrar är fadern Konstantin Sergejevitj Krikaljov född 1932 och modern Nadezjda Ivanova Krikaljova (född: Prokofjeva) född 1931. Föräldrarna är pensionerade.

## Kosmonauten
Krikaljov är en sovjetisk/rysk kosmonaut som blev uttagen till det sovjetiska rymdprogrammet 1985.
Krikaljov har varit med om en mycket omtumlande händelse under en av sina rymdfärder. Det var under den andra färden då han befann sig ombord på rymdstationen Mir. Under tiden han var uppe i rymden skedde upplösningen av hans gamla land Sovjetunionen. När hans rymdresa påbörjades var han medborgare i Sovjetunionen, och när han landade var han medborgare i Ryssland. Han har fått titeln Sovjetunionens sista medborgare.

## Utmärkelser
Asteroiden 7469 Krikalev är uppkallad efter honom.

## Rymdfärdsstatistik
| Färd        | Datum                            | Tid         | EVA      |
| ----------- | -------------------------------- | ----------- | -------- |
| Sojuz TM-7  | 26 november 1988 - 27 april 1989 | 3635:10:00  | 0:00:00  |
| Sojuz TM-12 | 18 maj 1991 - 25 mars 1992       | 7484:01:00  | 36:10:00 |
| STS-60      | 3 - 11 februari 1994             | 199:09:00   | 0:00:00  |
| STS-88      | 4 - 15 december 1998             | 283:18:00   | 0:00:00  |
| ISS-1       | 31 oktober 2000 - 21 mars 2001   | 3383:38:00  | 0:00:00  |
| ISS-11      | 15 april - 11 oktober 2005       | 4296:23:00  | 4:58:00  |
| Totalt      | Totalt                           | 19281:39:00 | 41:08:00 |